# NGC 235A
NGC 235A је лентикуларна галаксија у сазвежђу Кит која се налази на NGC листи објеката дубоког неба.
Деклинација објекта је - 23° 32' 28" а ректасцензија 0h 42m 52,7s. Привидна величина (магнитуда) објекта NGC 235 износи 13,0 а фотографска магнитуда 14,0. NGC 235A је још познат и под ознакама ESO 474-16, MCG -4-2-41, AM 0040-234, PRC D-2, PGC 2568.